# Марк Джонс (футболіст, 1933)
Марк Джонс (англ. Mark Jones; 15 червня 1933, Барнслі, Англія — 6 лютого 1958, Мюнхен, ФРН) — англійський футболіст, центральний хавбек. З 1950 року грав за англійський клуб «Манчестер Юнайтед», був одним із знаменитих «малюків Басбі». Один з вісьмох футболістів «Манчестер Юнайтед», які загинули 6 лютого 1958 року під час авіакатастрофи в Мюнхені.

## Біографія
Народився в Умбвеллі, неподалік від Барснлі, Південний Йоркшир, в 1933 році. У 1950-ті роки був основним центральним хавбеком «Манчестер Юнайтед». Виграв з клубом два чемпіонські медалі Першого дивізіону.
Він пропустив фінал Кубка Англії 1957 року через травму ока («Юнайтед» поступився в цьому матчі «Астон Віллі» з рахунком 2:1). По ряду джерел, його хотіли викликати в збірну Англії, але цьому так і не судилося збутися, оскільки в 1958 році він загинув в авіакатастрофі.
Джоунса поховали в рідному місті. У нього залишилася дружина Джун і дворічний син, Гарі. Через чотири місяці після загибелі Джоунса у його дружини народилася дочка, Лінн. Пізніше Джун вдруге одружилася з чоловіком на ім'я Герберт Баркер. Джун померла в грудні 2007 року.

## Досягнення
Манчестер Юнайтед
- Чемпіон Англії (2): 1955/56, 1956/57
- Володар Суперкубка Англії: 1956
- Разом: 3 трофеї

## Статистика виступів
| Клуб              | Сезон             | Ліга | Ліга | Кубок Англії | Кубок Англії | Кубок чемпіонів | Кубок чемпіонів | Суперкубок Англії | Суперкубок Англії | Всього | Всього |
| Клуб              | Сезон             | Ігри | Голи | Ігри         | Голи         | Ігри            | Голи            | Ігри              | Голи              | Ігри   | Голи   |
| ----------------- | ----------------- | ---- | ---- | ------------ | ------------ | --------------- | --------------- | ----------------- | ----------------- | ------ | ------ |
| Манчестер Юнайтед | 1950/51           | 4    | 0    | 0            | 0            | -               | -               | 0                 | 0                 | 4      | 0      |
| Манчестер Юнайтед | 1951/52           | 3    | 0    | 0            | 0            | -               | -               | 0                 | 0                 | 3      | 0      |
| Манчестер Юнайтед | 1952/53           | 2    | 0    | 0            | 0            | -               | -               | 0                 | 0                 | 2      | 0      |
| Манчестер Юнайтед | 1953/54           | 0    | 0    | 0            | 0            | -               | -               | 0                 | 0                 | 0      | 0      |
| Манчестер Юнайтед | 1954/55           | 13   | 0    | 0            | 0            | -               | -               | 0                 | 0                 | 13     | 0      |
| Манчестер Юнайтед | 1955/56           | 42   | 1    | 1            | 0            | -               | -               | 0                 | 0                 | 43     | 1      |
| Манчестер Юнайтед | 1956/57           | 29   | 0    | 4            | 0            | 6               | 0               | 1                 | 0                 | 40     | 0      |
| Манчестер Юнайтед | 1957/58           | 10   | 0    | 2            | 0            | 4               | 0               | 0                 | 0                 | 16     | 0      |
| Всього за кар'єру | Всього за кар'єру | 103  | 1    | 7            | 0            | 10              | 0               | 1                 | 0                 | 121    | 1      |